# Traduzione eucariotica
La traduzione eucariotica è il processo biologico attraverso il quale l'RNA messaggero viene tradotto in proteine negli eucarioti. È composto da quattro fasi: inizio, allungamento, terminazione e riciclo. La traduzione è sinonimo perfetto di sintesi proteica.